# Дайтон, Джон
Джон Дайтон (англ. John Dighton, 1909—1989) — британский автор сценариев для театра и кино, более всего известный по его работам для Голливуда. На 25-й церемонии «Оскар» (1953) был включён в номинацию «За лучший адаптированный сценарий» (комедия «Человек в белом костюме»), но награда была отдана Чарльзу Шнии за сценарий «Злые и красивые».
В 1954 году вместе с Хантером получил премию Гильдии сценаристов США за лучший сценарий к фильму «Римские каникулы». Истинным автором сценария являлся Далтон Трамбо. Однако тот был включён в «Чёрный список Голливуда» и его имя тогда нигде не называлось. Только в декабре 2011 года Гильдия официально внесла изменения в описание фильма, указав авторство Трамбо. Впрочем, проблема авторства пролегала между Трамбо и Хантером. Соавторство Дайтона в режиссёрском сценарии никем сомнению не подвергалось.

## Некоторые сценарии
- «Лучшие дни твоей жизни» («The happiest days of your life»), 1950 — автор сценария, адаптация своего же театрального сценария
- «Человек в белом костюме», 1951 — сценарий по пьесе Роджера Макдугала.
- «Римские каникулы», 1953 — соавтор режиссёрского сценария
- «Лебедь[англ.]», 1956 — автор сценария к ремейку фильма 1925 года
- «Лето семнадцатой куколки» («Summer of the seventeenth doll»), в США «Сезон страсти» («Season of passion»), 1959 — сценарий по пьесе Рея Лоулера